# Каржавин, Всеволод Александрович
Всеволод Александрович Каржавин (4 июня 1904 года, Москва — 1992 года, Сухум) — советский химик-технолог, организатор отраслевой науки, участник атомного проекта СССР. Доктор технических наук (1947), профессор (1935). Лауреат Ленинской премии.

## Биография
Потомок Фёдора Васильевича Каржавина (1745—1812) — российского просветителя, путешественника и литератора.
В 1924 году окончил Московский химико-технологический институт им. Д. И. Менделеева по специальности инженер-технолог.
В 1927—1936 гг. — доцент кафедры технологии неорганических веществ Московского химико-технологического института им. Д. И. Менделеева.
В 1925—1931 гг. — н.с. Института прикладной минералогии. Работал под руководством проф. Юшкевич;
- в 1931—1936 гг. — руководитель газового сектора Государственного института азота;
- в 1936—1942 гг. — политический заключенный лагерей Дальстроя НКВД;
- в 1943—1946 гг. — начальник химической лаборатории Норильского металлургического комбината;
- в 1947—1949 гг. — начальник отдела НИИ-5 в г. Сухуми;
- в 1949—1965 гг. — начальник лаборатории коррозии на Уральском электрохимическом комбинате (г. Новоуральск Свердловской области);
- в 1965—1992 гг. — начальник лаборатории в Сухумском физико-техническом институте.

Под руководством Н. Ф. Юшкевича совместно с А. В. Авдеевой разработал и внедрил в производство метод получения элементарной серы из отходов медеплавильной промышленности.
Разработчик процесса каталитической парокислородной конверсии природного газа. Соавтор технологии пассивирующей обработки поверхностей технологического оборудования, соприкасающихся с газообразным гексафторидом урана, горячей фторо-воздушной смесью. Участник работ по совершенствованию и созданию новых типов газодиффузионных фильтров. Руководитель разработки методик химического контроля синтеза полупроводниковых материалов и покрытий из тугоплавких материалов. Автор многих печатных работ, в том числе монографии «Расчеты по технологии связанного азота».

## Арест и реабилитация
В декабре 1936 года репрессирован по ложному доносу сроком на пять лет. Отбывал наказание на Колыме.
В 2004 г., к 100-летию со дня рождения, реабилитирован.

## Награды
- Орден Ленина (7 августа 1931) — за особо выдающиеся заслуги по изобретению нового метода получения газовой серы, имеющего исключительное значение для социалистического строительства Союза ССР
- Заслуженный деятель науки и техники Грузинской ССР.
- Лауреат Сталинских премий СССР (1951, 1953)
- Ленинской премии (1958).
- Награждён орденами Ленина (1932),
- Орден «Знак Почёта» (1971),
- медали.